# Огродзисько (Нижньосілезьке воєводство)
Огродзисько (пол. Ogrodzisko) — село в Польщі, у гміні Хоцянув Польковицького повіту Нижньосілезького воєводства.
Населення — 191 особа (2011).
У 1975-1998 роках село належало до Легницького воєводства.

## Демографія
Демографічна структура станом на 31 березня 2011 року:
|          | Загалом | Допрацездатний вік | Працездатний вік | Постпрацездатний вік |
| -------- | ------- | ------------------ | ---------------- | -------------------- |
| Чоловіки | 103     | 18                 | 75               | 10                   |
| Жінки    | 88      | 14                 | 46               | 28                   |
| Разом    | 191     | 32                 | 121              | 38                   |